# Rue La Vieuville
La rue La Vieuville est une voie située dans le quartier de Clignancourt du 18e arrondissement de Paris.

## Situation et accès
Elle est desservie par la ligne 12 à la station Abbesses.

## Origine du nom
Elle doit son nom au lieutenant-colonel et bienfaiteur Mathurin-Jules-Anne Micault de La Vieuville (1755-1829), qui fonda à Montmartre l'asile de la Providence et la société de la Providence, pour y accueillir vieillards et infirmes.

## Historique
La rue a été tracée au début du XIXe siècle après la destruction de l'abbaye de Montmartre.
Initialement cette voie, de la commune de Montmartre s'appelait « rue de la Mairie » car elle se terminait devant la mairie de Montmartre. C'est dans cette mairie que Paul Verlaine se maria, que Georges Clemenceau siège en tant que maire du 18e arrondissement et Jean Baptiste Clément en tant que conseiller de la Commune.
Elle prend son nom actuel par un décret du 27 février 1867.

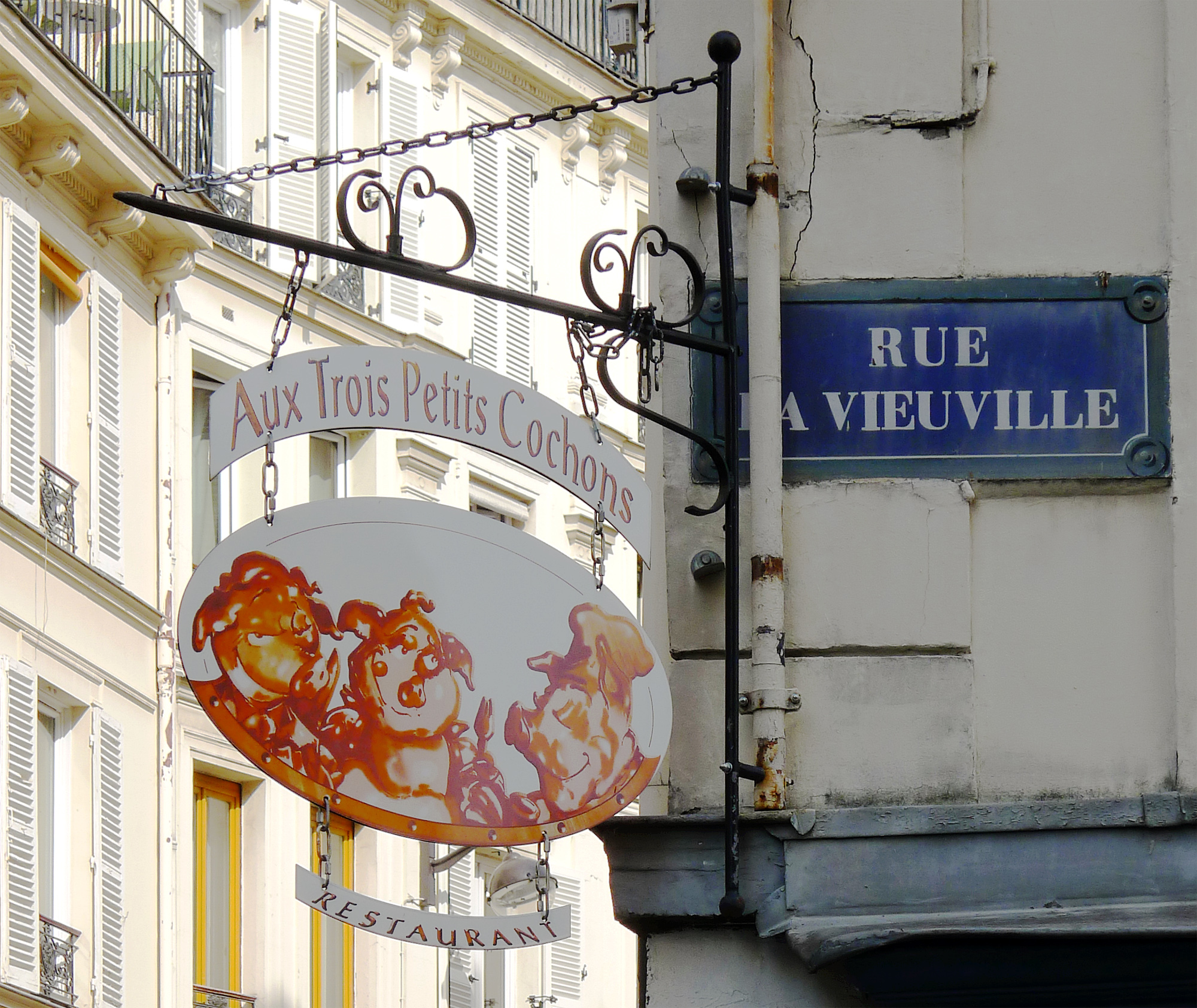
Panneau.
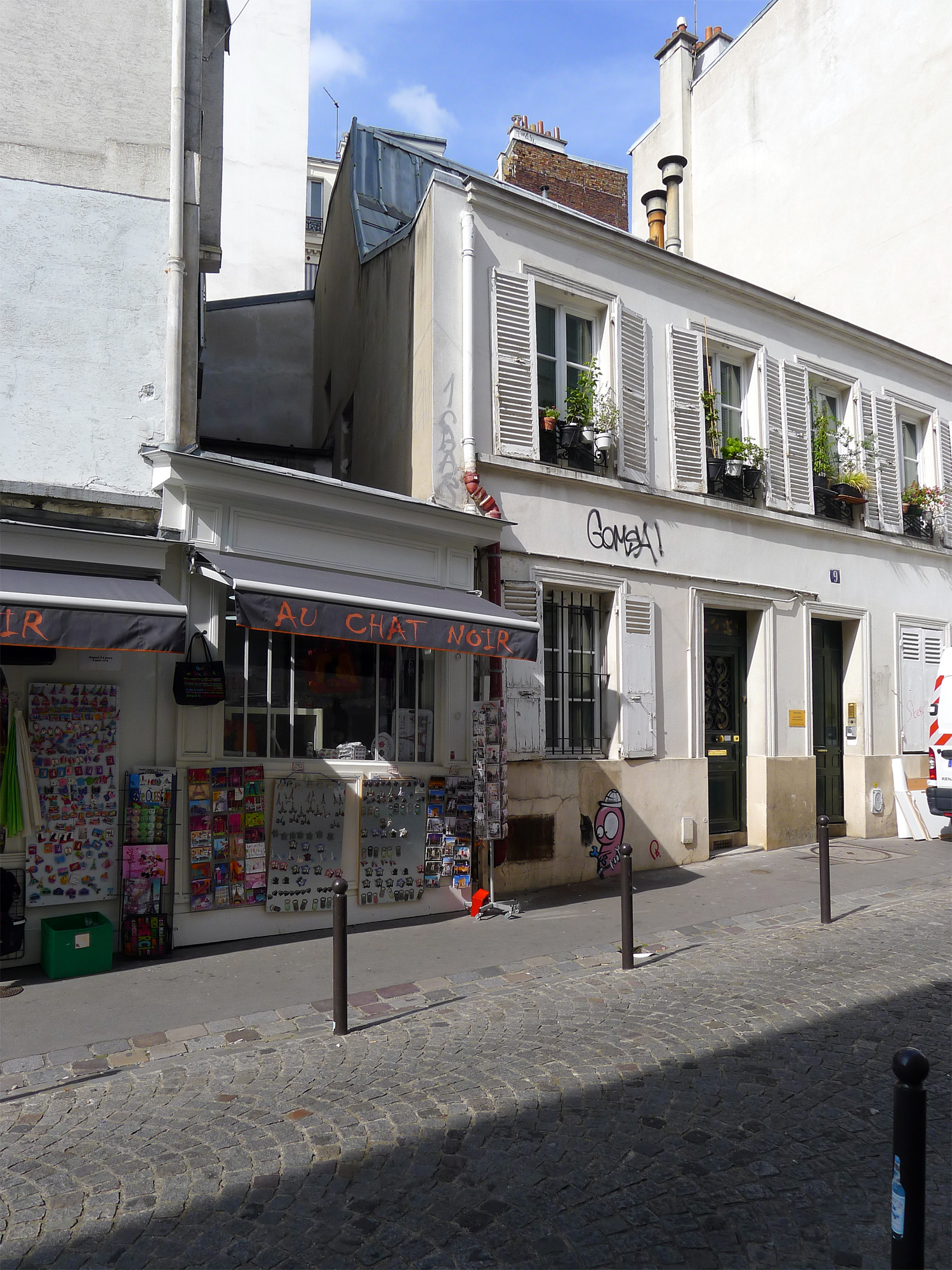
Vieilles maisons.

## Bâtiments remarquables et lieux de mémoire
- no 12 : domicile du clown Antonet, qui meurt à cette adresse le 20 octobre 1935.